# Frost Bros.
Frost Bros. was een winkelketen voor haute couture gevestigd in San Antonio, Texas . De retailer opende zijn eerste winkel in 1917 op East Houston Street 217 in het centrum van San Antonio. Frost Bros. stond bekend om zijn persoonlijke service van hoge kwaliteit, waaronder de klanten bij naam kennen, hun aankoopvoorkeuren kennen en personal shoppers. Hun klantenservice was van hetzelfde niveau als die van Neiman Marcus, Saks Fifth Avenue en Nordstrom. Frost Bros. vroeg in april 1988 uitstel van betaling aan en de vier overgebleven winkels werden medio 1989 geliquideerd nadat het bedrijf er niet in slaagde zich succesvol te reorganiseren.

## Geschiedenis
Frost Brothers Company werd opgericht op 30 juni 1917 in San Antonio, met een kapitaal van $ 20.000. De oprichters waren Jonas Martin Frost Sr. (1888–1945), William Cohen Frost (1884–1942) en Harry Hertzberg (1883–1940).

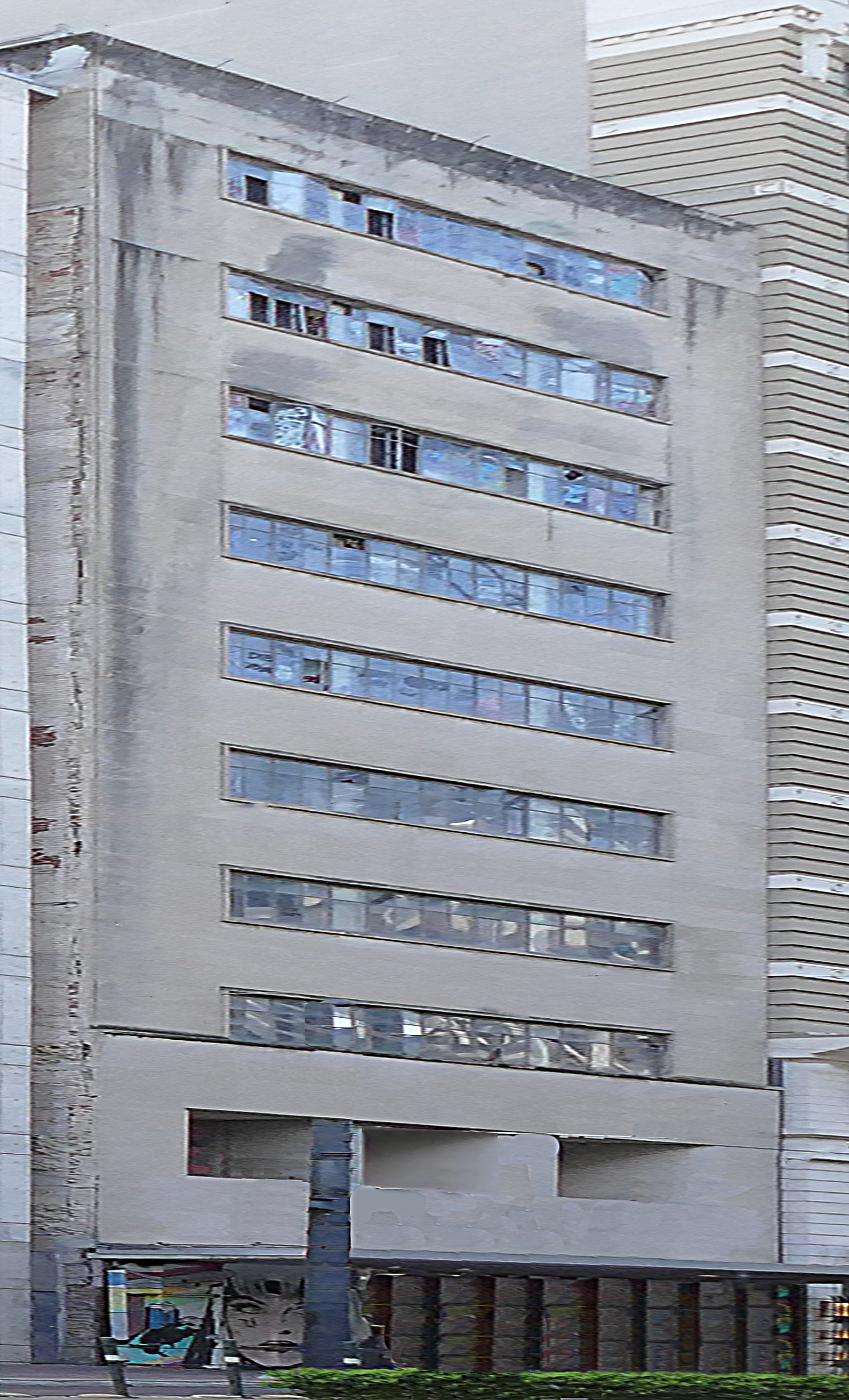
Battelstein's was ooit een glinsterende wolkenkrabber in het centrum van Houston (2021)

Irving Mathews was van 1960 tot en met 1986 CEO van Frost Bros. Manhattan Industries nam de speciaalzaakketen in 1970 over en zou het luxe warenhuis Battelstein's uit Houston samenvoegen onder de naam Frost Bros. In 1972 nam Manhattan Industries het warenhuis Lichtenstein's in Corpus Christi over en doopte het in 1977 om in Frost Bros. In 1980 werd het voor $ 27,2 miljoen overgenomen door de warenhuisgroep Garfinckel, Brooks Brothers, Miller & Rhoads, Inc.
In 1986 had Frost Bros. 12 vestigingen in Texas en een Gucci- boetiek in Copley Plaza in Boston. Murry Berkowitz was als merchandise manager/inkoper en leider verantwoordelijk voor de unieke productselectie en de groei van individuele werknemers, waardoor deze winkel uniek werd in Noord-Amerika. De speciaalzaakketen werd in 1986 overgenomen van Manhattan Industries door de zakenman Sam Wyly uit Dallas en zijn vrouw. Kort na afronding van de overname benoemde Sam Wyly de voormalige topmanager  van Neiman Marcus, Joel Edward Rath (geboren in 1938), tot voorzitter en CEO van Frost Bros.
In juni 1987 nam Frost Bros. het bedrijf Delman Shoe Salons over en exploiteerde Delman Shoe Salons als een divisie van Frost Bros.
In 1988 werd Don Morris benoemd tot voorzitter en CEO van Frost Bros. Larry Gore, voorzitter van Delman, nam de aanvullende verantwoordelijkheden van voorzitter van Frost Bros op zich. Morris en Gore volgden Joel E. Rath op, die aftrad als voorzitter en CEO van Frost Bros. Wyly, de voorzitter van Frost Bros., bleef de meerderheidsaandeelhouder.
Nadat de reorganisatie van het bedrijf niet was gelukt tijdens het uitstel van betaling, werd Frost Bros. medio 1989 geliquideerd.